# Средњобосански корпус ЈВуО
Средњобосански корпус (Горски штаб 310) је био корпус Југословенске војске у Отаџбини који је деловао на простору између река Саве, Врбаса и Босне.
Корпус је бројао око 5.000 припадника, док у октобру 1944. године није подељен на Први и Други средњобосански корпус. У састав Првог корпуса укључене су Жупске, Црновршке, Мотајничке, Јошевачке, Врбаске, Теслићке, Бањалучке и Летеће бригаде, а у састав Другог корпуса су ушле Вучјачка, Љубићка и Добојска бригада.
Командант корпуса био је војвода мајор Лазар Тешановић.

## Састав корпуса

### Команданти
- Командант: мајор Лазар Тешановић
- Помоћник команданта: поручник Никола Форкапа
- Начелник штаба: капетан Марко Мартиновић
- Шеф судског одељења: поручник Душан Дукић
- Командант операција: мајор Василије Маровић
- Корпусни свештеник: Божидар Јовић

### Бригаде
- Жупска бригада
- Црновршка бригада
- Мотајничка бригада
- Јошевачка бригада
- Врбаска бригада
- Вучјачка бригада
- Љубићка бригада
- Добојска бригада
- Теслићка бригада
- Бањалучка бригада
- Летећа бригада